# Parapinnixa
Parapinnixa là một chi cua nước ngọt thuộc họ Pinnotheridae. Ban đầu chi này được Samuel Jackson Holmes mô tả với tên Pseudopinnixa, nhưng năm sau ông đổi thành Parapinnixa do Pseudopinnixa đã được Ortmann sử dụng trước đó cho loài Pseudopinnixa carinata Ortmann, 1894.

## Các loài
Chi này gồm các loài sau:
- Parapinnixa affinis Holmes, 1900
- Parapinnixa beaufortensis Rathbun, 1918
- Parapinnixa bolagnosi Hernández-Ávila & E. Campos, 2007
- Parapinnixa bouvieri Rathbun, 1918
- Parapinnixa cortesi Thoma, Heard & Vargas, 2005
- Parapinnixa cubana Campos, 1994
- Parapinnixa glasselli Garth, 1939
- Parapinnixa hendersoni Rathbun, 1918
- Parapinnixa magdalenensis Werding & Müller, 1990
- Parapinnixa nitida (Lockington, 1876)